# Monti Nebrodi

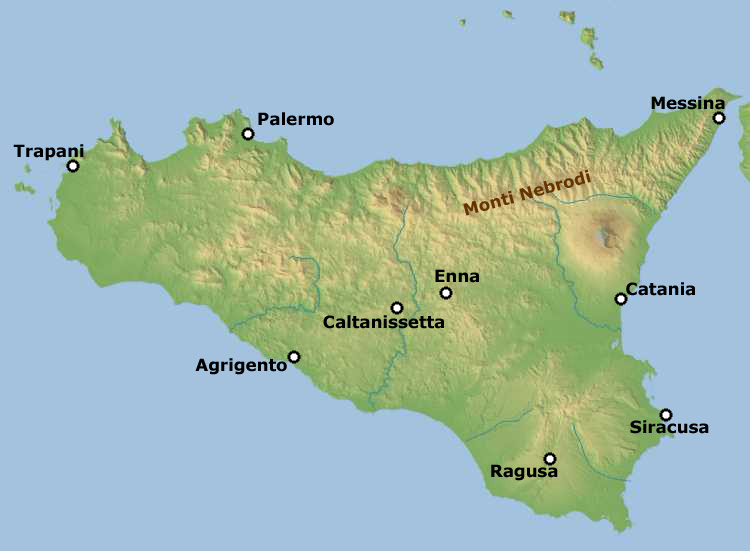
Mapa Sycylii z górami Nebrodi

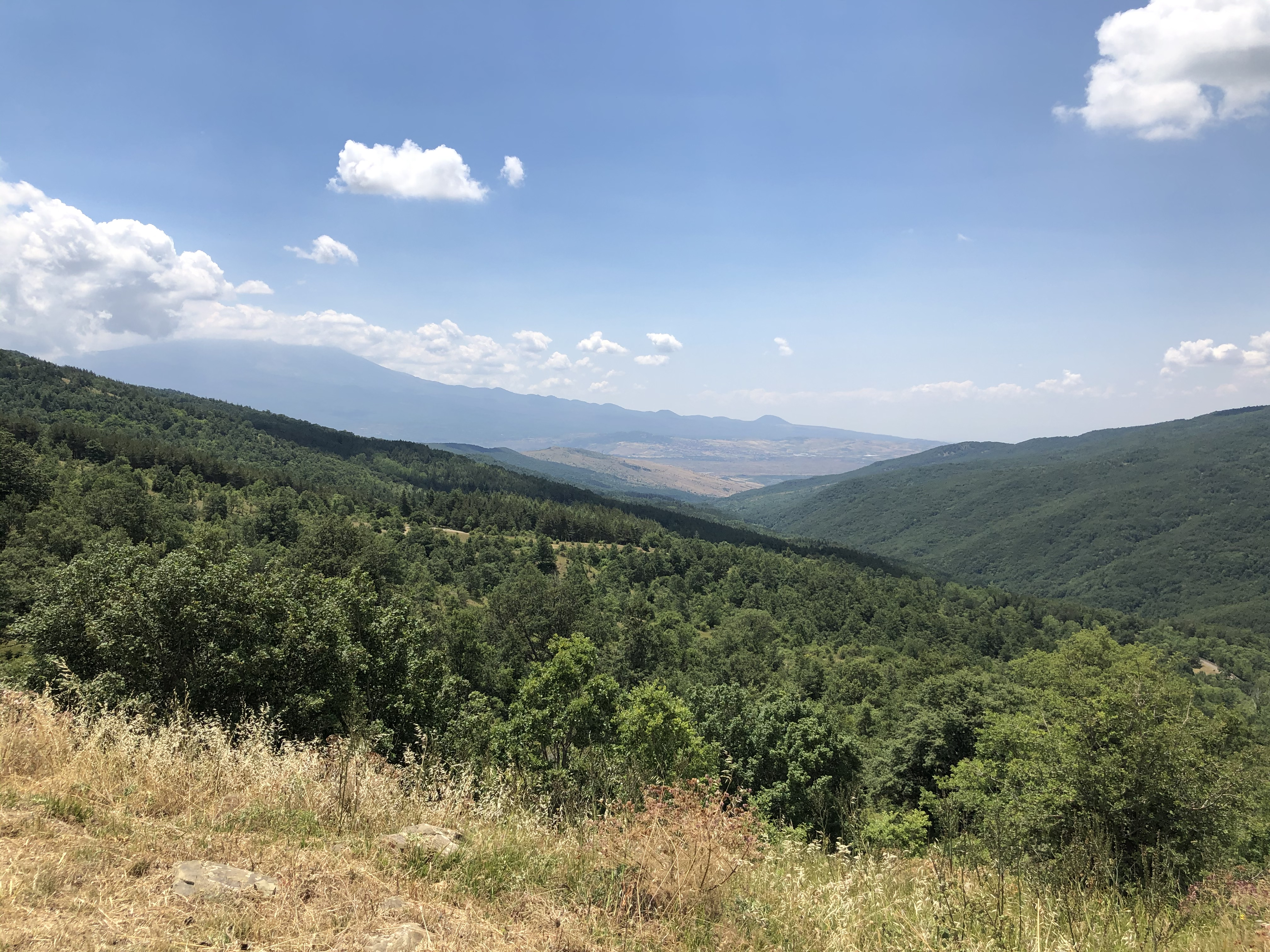
Monti Nebrodi

Monti Nebrodi (scn. Munti Nèbbrudi, Nebrodi) – pasmo górskie we Włoszech, w północno-wschodniej Sycylii. Wraz z górami Madonie oraz Peloritani tworzą tzw. Apeniny Sycylijskie. Wysokość do 1847 m (Monte Soro).
Góry ciągną się wzdłuż Morza Tyrreńskiego od gór Peloritani na północno-wschodnim krańcu wyspy do przedgórza Madonie na zachodzie. Góra Etna, od której Nebrodi oddzielone są rzekami Alcantara i Simeto, stanowi południową granicę Nebrodi.
Zbudowane głównie z piaskowców i wapieni, miejscami pokryte gliną, porośnięte lasami liściastymi, m.in. z dębem korkowym.